# Pettersson - Sverige
Pettersson – Sverige är en svensk komedifilm från 1934 i regi av Sigurd Wallén.

## Handling
En kassaskåpssprängning äger rum och gamle fotbollshjälten "Pettersson - Sverige", numera polis får i uppdrag att lösa fallet.

## Om filmen
Filmen hade Sverigepremiär den 19 november 1934 i ett antal svenska städer och hade Stockholmspremiär den 26 november 1934. Den har även visats i SVT.

## Rollista i urval
- Thor Modéen – detektivöverkonstapel Evald Pettersson
- Hjördis Petterson – Singoalla Pettersson
- Tollie Zellman – Emelie Strömbom, Pensionatägarinna
- Sigurd Wallén – Efraim Efraimsson
- Åke Jensen – Johan Bergström
- Inga-Bodil Vetterlund – Eva
- Siegfried Fischer – Adolf, frisör
- Elof Ahrle – Lundblad, frisörens biträde
- Emy Hagman – Emy
- Arnold Sjöstrand – Holger
- Hugo Björne – major Bergman